# 枯茗醛
枯茗醛，也称4-异丙基苯甲醛，是一种由植物中提取出的有机天然产物。它的分子式为C10H12O，结构上为苯甲醛的对位被异丙基取代。枯茗醛是一些常见香料（如桉树、没药、桂皮与孜然）等香料精油的重要组分，具有一种令人愉悦的气味。其名來自孜然的英語 cumin，上述几类精油的芳香气味亦与其有关。因此枯茗醛常作为香水与化妆品的添加剂使用。
研究表明，枯茗醛为一种具有生物活性的小分子化合物，能够抑制α-突触核蛋白的纤维化。α-突触核蛋白错误折叠导致的异常聚集会导致由路易氏小体大量聚集为主要病理特征的神经退行性疾病，如帕金森症、路易氏体型失智症与多系统萎缩。
枯茗醛可由4-异丙基苯甲酰氯还原合成，或由异丙苯（枯烯）作为底物，通过苯甲酰化反应合成制备。
近年研究发现枯茗醛的衍生物（如枯茗醛缩氨基硫脲等小分子缩氨基硫脲类化合物）具有抗病毒活性。

## 参阅
- 异丙苯